# Fyrskepp Nr. 2A Sydostbrotten
Fyrskepp Nr. 2A Sydostbrotten var ett svenskt fyrskepp, som 1862-1963 markerade grundet Sydostbrotten i norra Kvarken. 
Fyrskepp Nr. 2A Sydostbrotten förankrades 1862 på omkring 50 meters djup, omkring 2,5 distansminuter (4,6 km) söder om Sydostbrottens södra ände. Det var ett segelfartyg som förde två gaffelsegel och två stagsegel i två master. Som fyrljus användes åtta rovoljelampor i en lanternin, fäst vid fockmasten. Lanterninen hissades varje kväll efter daglig rengöring. År 1881 utrustades hon med ångpanna för att driva ankarspel och hissa lanterninen. Dessutom installerades en ångmist. 

## Senare fyrskepp och fyrar på Sydostbrotten

### Fyrskepp Nr. 14 Sydostbrotten
År 1895 ersattes fyrskeppet med det ångdrivna skeppet Fyrskepp Nr. 14 Svinbådan. Skeppet fick namnet Sydostbrotten målat på sidan och lanterninerna från Fyrskepp Nr. 2A flyttades över. År 1927 byggdes skeppet om och fick en fyrmast av järn med en Aga linspendelapparat med Dahlénljus i en lanternin. Ljusstyrkan blev 3 800 Hefnerljus och lysvidden 11 distansminuter. Skeppet fick också en ny apparat för mistsignalering. Fyrskepp Nr. 14 Svinbådan blev liggande på Sydostbrotten fram till 1933.

### Fyrskepp Nr. 33 Sydostbrotten

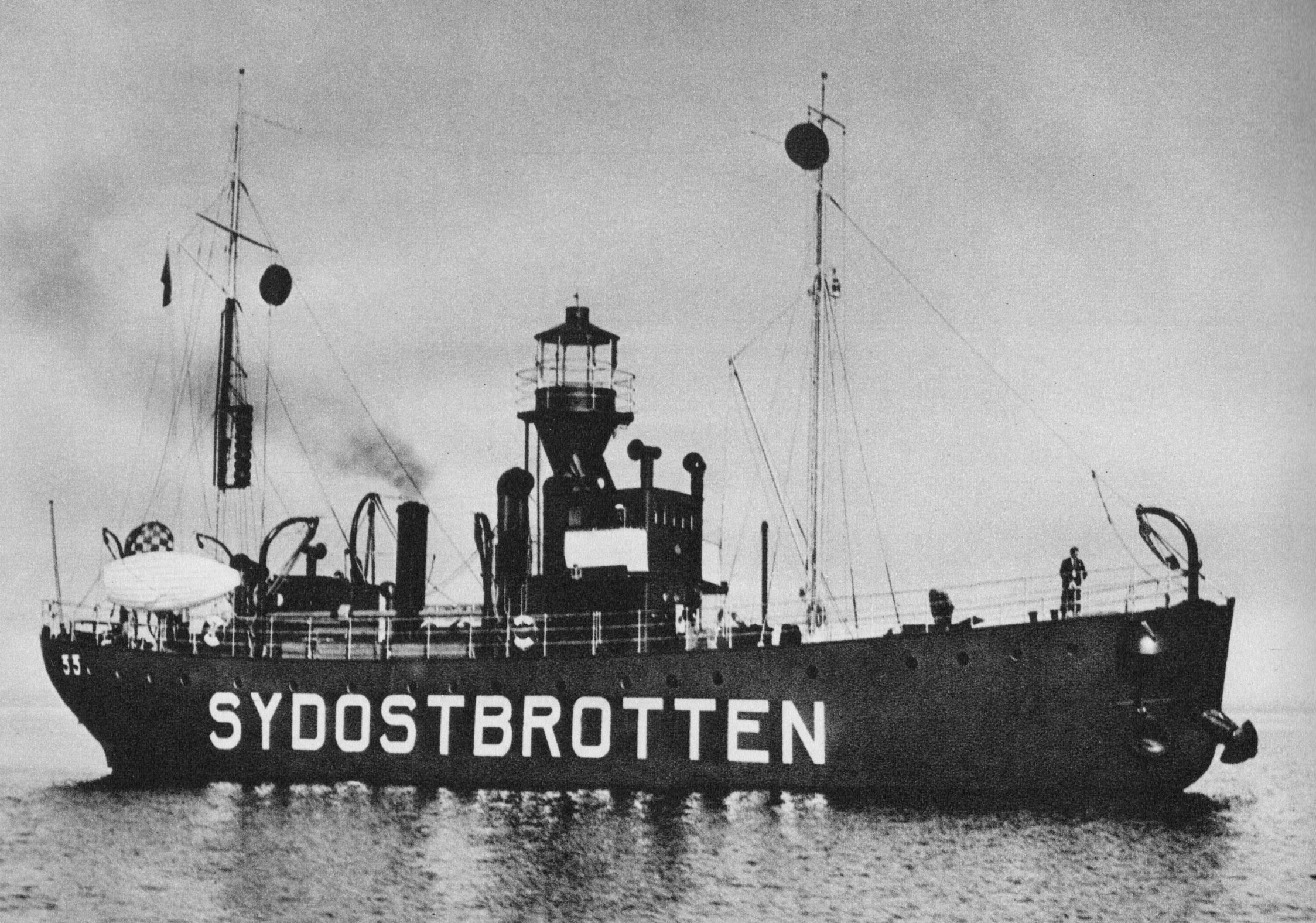
Fyrskepp nr 33 Sydostbrotten

Fyrskepp Nr. 33 Sydostbrotten blev det sist byggda fyrskeppet i Sverige. Hon låg på stationen mellan 1934 och 1964. Det var ett skepp byggt i stål på Götaverken som drevs av en fyrcylindrig, direkt omkastbar Lavalmotor (de Laval råoljemotor) om 400 hk. Dessutom fanns två stycken Bolindermotorer på 50 hk vardera som hjälpmaskineri.
Sydostbrottens lanternin var utrustad med en 1 000 W strålkastarlampa som gav 27 000 Hefnerljus. Dessutom fanns en nautofon, en tyfon, samt radiofyr och radiomistsignalapparat. Skålankaret vägde 1 750 kg och till det fanns 450 meter kätting.  
Fyrskepp Nr. 33 Sydostbrotten flyttades till Norströmsgrund i Bottenviken och låg där till 1970, då hon såldes och blev ombyggd till en tremastad bark vid namn Amorina, från 1999 Atlantic Wanderer. Lanterninen står uppställd i hamnen i Luleå. Under hela sin tjänstgöringstid hade fyrskeppet sin vinterhamn i Bonässund utanför Örnsköldsvik.

### Kasunfyren Sydostbrotten
År 1964 ersattes fyrskepp på Sydostbrotten av kassunfyren Sydostbrotten, som placerades på Vernersgrund.